# اکاترینی تانو
اکاترینی تانو (یونانی: Αικατερίνη Θάνου؛ زادهٔ ۱ فوریهٔ ۱۹۷۵) دونده دو سرعت اهل یونان بود.
وی در مسابقات کشوری و بین‌المللی در مجموع برندهٔ ۵ مدال طلا، ۳ مدال نقره و ۳ مدال برنز شده‌است.